# BYUtv
Brigham Young University Television, abreviado BYUtv o BYU Television es una cadena televisiva universitaria estadounidense fundada en 2001 y dirigida por la Universidad Brigham Young de Provo, Utah.

## Programación
Su sintonización está disponible a través de cable y distribuidores satélite en Estados Unidos e internet a nivel internacional. Parte de la programación es de producción propia haciendo hincapié en series, documentales, historia, moda y música, aunque también suelen emitir producciones cinematográficas de otras productoras y programas religiosos, este último por la organización The Church of Jesus Christ of Latter-day Saints al ser uno de los patrocinadores de la universidad. Entre la programación deportiva, BYUtv retransmite los partidos de los equipos universitarios del BYU Cougars.
Desde que empezaron a emitir, han obtenido varios Premios Emmy y muchas de sus producciones han sido alabadas por la crítica televisiva nacional.